# Lanvâl
Lanvâl ist ein Drama von Eduard Stucken, welches 1903 entstand. Es ist in vier Akte aufgeteilt. Die erfolgreichste Inszenierung fand 1911 im Wiener Burgtheater statt. Es gehört zum achtteiligen Dramenzyklus Der Gral (1924).
| Daten des Dramas                                                   |                    |
| ------------------------------------------------------------------ | ------------------ |
| Titel:                                                             | Lanvâl             |
| Gattung:                                                           | Drama              |
| Originalsprache:                                                   | deutsch            |
| Autor:                                                             | Eduard Stucken     |
| bekannteste Aufführung:                                            | 1911               |
| Ort der Aufführung:                                                | Wiener Burgtheater |
| Personen                                                           |                    |
| Lanvâl                                                             |                    |
| Finngula, ein Schwanenkind                                         |                    |
| Lionors                                                            |                    |
| Agravin, Bruder der Lionors                                        |                    |
| Artus                                                              |                    |
| Ginover, Frau von Artus                                            |                    |
| Briant, Lanvâls Bruder                                             |                    |
| Bischof Baldewin, Lanvâls Onkel                                    |                    |
| Artusritter - Lancelot - Gawân - Bors - Bischof Kadur von Cornwell |                    |
| Schwanenkinder - Aod - Fiachra - Konn                              |                    |
| Hofangestellte - Clarisin - Floridas                               |                    |
| Ritter der Tafelrunde                                              |                    |
| Edeldamen                                                          |                    |
| Volksmenge                                                         |                    |
| Sieben Pagen                                                       |                    |

## Inhalt
Prinzessin Lionors, eine Nichte von König Artus, verliebt sich in den Ritter Lanvâl, der zu Artus’ Tafelrunde gehört und zunächst diese Zuneigung erwidert. Lanvâl ist bekannt für seine vielen glorreichen Siege bei Turnieren. Trotz des Ruhmes ist Lionors Bruder Agravain von Anfang an gegen diese Beziehung, da er Lanvâl für einen unzuverlässigen Frauenhelden hält.
Als Lanvâl eines Nachts gemeinsam mit seinem Bruder Briant, Lionors und Agravain auf einem See das Schwanenmädchen Finngula trifft, verliebt er sich in sie und liiert sich heimlich mit ihr. Die Bindung zu dieser anderweltigen Frau kann aber nur bestehen bleiben, wenn diese verheimlicht wird und Lanvâl ihr trotzdem treu bleibt.
Lanvâls plötzliches Desinteresse an Lionors bricht ihr das Herz. Da sie König Artus’ Nichte ist, droht Lanvâl, seinen Ritterstatus, seine Ehre oder gar sein Leben zu verlieren, wenn er sich weigern sollte, Lionors zu heiraten.
Er muss nun beweisen, dass Lionors selbst nicht der Grund für eine Ablehnung der Ehe ist, sondern er selbst seinen Verpflichtungen nicht entgehen kann. Er verrät Finngula und seine Beziehung notgedrungen und verliert so seine Geliebte, da er das Versprechen, niemandem etwas zu erzählen, bricht. Allerdings schenkt niemand Lanvâl Glauben, weil keiner (außer Lionors) Finngula je gesehen hat. Der Ritterstab berät sich, was mit ihm geschehen soll. Währenddessen beschließt Lanvâl, seine Ehre und sein Leben zu retten, indem er Lionors heiratet.
Nachdem Lionors und Lanvâl sich vermählt haben, betreten sie die große Halle, in welcher eigentlich Lanvâls Urteilsverkündung stattfinden soll. Sie kommen dem jedoch zuvor, indem sie sich als Ehepaar ausweisen. Agravain wirft nach der Verkündung der Eheschließung Lanvâl eine Doppelehe vor, was Lanvâl leugnet. Daraufhin erscheint ein mysteriöser schwarzer Ritter, der von Lanvâl in einem Zweikampf getötet wird. Erst nach dem Mord erkennt Lanvâl, dass es Finngula war, die sich als Ritter verkleidet hatte. Er verliert seinen Verstand und wird letztlich von Agravain getötet.

### Akt 1
Lionors fährt nachts mit ihrem Bruder Agravain in einem kleinen Boot auf dem so genannten Mädchen-See in der Umgebung des Schlosses Camelot, um die mythischen Schwanenkinder zu beobachten und zugleich Lanvâl zu treffen. Noch auf dem Boot eröffnet sie ihrem Bruder, dass Lanvâl und sie sich nähergekommen sind. Agravain ist sehr erbost wegen der Liebschaft zwischen Lionors und Lanvâl und begegnet diesem mit Feindseligkeit, als Lanvâl mit seinem Bruder Briant erscheint. Noch in derselben Nacht trennt sich Lanvâl unbemerkt von der kleinen Gruppe und sieht tatsächlich die Schwanenkinder, als sie gerade in Menschengestalt baden. Daraufhin stiehlt er heimlich ein Hemd, das die Rückverwandlung in Schwäne ermöglicht, damit Finngula ihm näherkommen muss, während ihre jüngeren Brüder als Schwäne davonfliegen. Als dies passiert, verliebt sich Lanvâl augenblicklich in das Schwanenmädchen. Bei diesem ersten Treffen kommt es zum ersten Kuss, welcher von Lionors gesehen wird. Sie aber schweigt über diesen Vorfall.

### Akt 2
Dieser Akt beginnt mit der typischen Konstellation des Tagelieds: Lanvâl und Finngula haben gemeinsam die Nacht verbracht und reden über ihre Liebe und von der gesellschaftlich erzwungenen Trennung. In ihrem Gespräch erfährt man, dass Finngula jeden Abend auf magische Art und Weise in seinem Zimmer erscheint. Jedoch ahnt Finngula bereits, dass Lanvâl ihr nicht treu bleiben kann, Lionors heiraten und sie somit verraten wird. Wenn es zu einem solchen Betrug kommen sollte, muss Finngula Lanvâl ermorden. Lanvâl jedoch leugnet die bevorstehende Tragödie und glaubt fest an seine Liebe zu Finngula.
Währenddessen ahnt Briant, dass etwas mit Lanvâl nicht stimmt, berät sich mit seinem Onkel und sie beschließen gemeinsam, Lanvâl durch kleine Fallen wieder in die Arme Lionors zu drängen. Als es dann zum Treffen mit Lanvâl kommt, erhebt Briant gegen ihn heftige Vorwürfe, da Lanvâl Lionors das Herz gebrochen habe. Kurz darauf erscheint Agravain am Hof, der gegen seinen Willen beauftragt wurde, Lanvâl zum Pfingst-Turnier am Artushof einzuladen. Dieser jedoch weigert sich zu erscheinen, was eine öffentliche Beleidigung Artusʼ und Verletzung des Vasallenrechts bedeutet. Daraufhin stürzen Lanvâl und Agravain rasend aufeinander zu, werden jedoch zurückgehalten und beschließen, diesen Kampf auf dem Turnier offiziell auszutragen.

### Akt 3
Am Artushof beschließen Artus, Ginover, Bischof Baldewin und Briant, Lanvâl zur Ehe mit Lionors zu drängen, jedoch weigert sich nun auch Lionors, Lanvâl zu heiraten, solange er dies nicht freiwillig täte. Die List der Artusgesellschaft ist, dass sie als Preis des Turniers Lionors Hand setzen. Da Lanvâl als ungeschlagen gilt und sein Ehrempfinden ihm eine freiwillige Niederlage verbietet, gehen sie davon aus, dass er der Gewinner und somit zur Ehe gezwungen sein wird.
Gleichzeitig fürchten alle das bevorstehende Aufeinandertreffen von Agravain und Lanvâl. Agravain stellt sich weiterhin gegen die Ehe seiner Schwester mit Lanvâl. Er verabscheut die Pläne des Artushofs.
Das Aufeinandertreffen von Agravain und Lanvâl nimmt eine überraschende Wende, da Lanvâl Agravain zwar besiegt, aber ihn verschont und am Leben lässt. Als Belohnung für Lanvâl möchte Artus ihm seine Nichte Lionors als Braut überreichen, jedoch schlägt Lanvâl das Angebot zur Bestürzung aller aus und erzählt widerwillig und zur Rechtfertigung gezwungen von seiner Liebschaft mit Finngula. Niemand glaubt ihm, sodass er sie als Beweis magisch herbeirufen soll, damit jeder sehen kann, dass er bereits in festen Händen ist. Doch Finngula erscheint nicht. Durch das Aufdecken ihres Geheimnisses hat er sein Versprechen gegenüber Finngula gebrochen, verliert sie und zudem sein Anrecht auf seinen Ritterstatus. Durch eine Bürgschaft von Ritter Gawan wird erst im Ritterstab besprochen, was mit Lanvâl geschehen soll, anstatt ihn auf der Stelle zu richten.

### Akt 4
Die Tafelrunde hat sich in einer großen Halle versammelt, um Lanvâls Urteil zu verkünden.
Lionors bespricht mit Lanvâl, dass seine einzige Rettung die Eheschließung mit ihr wäre. Lanvâl beschließt, Lionors zu heiraten, da er Finngula nur noch für eine vergangene Wahnvorstellung hält und seine Ehre retten möchte.
Als die Ritter der Tafelrunde des frischen Brautpaars ansichtig werden, beschuldigt Agravain Lanvâl der Doppelehe, was Lanvâl leugnet. Er erzählt in öffentlicher Runde, wie sehr ihn die Liebe zu Finngula verwirrt habe und spottet über seine Beziehung mit ihr. Plötzlich wird es dunkel und ein schimmernder Frauenfuß ist im Saal zu sehen. Lanvâl erkennt das Zeichen als sein Menetekel, woraufhin ein schwarzer Ritter in der Halle erscheint. Lanvâl reagiert panisch, fordert den schweigenden Ritter zum Zweikampf auf und ersticht ihn. Erst als sein Gegenüber tot ist, sieht er, dass Finngula der schwarze Ritter war. Ihre drei jüngeren Schwanenbrüder erscheinen, tragen sie fort und lassen Lanvâl gebrochen zurück. Er wird wahnsinnig, beschimpft Lionors, als sie ihm zur Seite stehen will. Er wird schließlich von Agravain getötet.

## Mittelalterliche Quellen
Als Rahmen seines Dramas Lanvâl bezieht sich Stucken auf die Artussage und auf die irische Sage von Lir. Ursprünglich werden in dieser Sage die Kinder des Lirs von der zweiten Ehefrau von Lir direkt in Schwäne verwandelt, da die Kinder aus erster Ehe stammen und sie der zweiten Frau ein Dorn im Auge sind. Allerdings traut sich die zweite Ehefrau ursprünglich nicht, sie umzubringen. In der Vorgeschichte des Dramas jedoch wurden die Kinder von ihr im Mädchensee bei Camelot ertränkt und kehren als Schwäne wieder. Eine weitere Parallele führt zu Grimms Märchen die sechs Schwäne.
Bei der Beziehung von Lânval zu Finngula ist Stuckens Hauptquelle, Marie de France’ Lai Lanval entsprechend nach dem Erzählmuster der gestörten Mahrtenehe konstruiert: Finngula ist ein überirdisches Wesen und die Beziehung beruht auf einem Geheimnis, welches nicht verraten werden darf (Tabu).
In dem Werk von Marie de France ist Lanvâl ein ehrbarer Ritter, der ebenfalls eine anderweltige Geliebte hat. Auch hier darf er die Liebe zu ihr nicht verraten, weil er sie sonst verlieren würde. Als sich eines Tages Ginover ihm anbietet, lehnt er ab und wird von ihr als homosexuell diffamiert. Dies verneint er und erzählt ihr im Streitgespräch von seiner Geliebten, die viel schöner als die Königin sei. Ginover ist sehr gekränkt und beschuldigt ihn öffentlich, sie bedrängt zu haben. Als Lanvâl vor den König treten muss, wird auch in diesem Werk von der Ritterschaft für ihn gebürgt und das Erscheinen seiner Geliebten würde ihn vor der Verurteilung retten. Der entscheidende Unterschied zwischen Maries de France und Stuckens „Lanvâl“ ist, dass Lanvâl bei Marie tatsächlich von seiner Geliebten gerettet wird: Sie erscheint bei der Urteilsverkündung beweist ihre Existenz und überragende Schönheit. Zusammen reiten sie nach Avalon.

## Inszenierungen
Besetzung der Aufführung am Wiener Burgtheater: Alfred Gerasch als Lanvâl, Else Wohlgemuth als Ginover, Lotte Medelsky als Lionors, Ida Orloff als Finngula und Ernst Pittschau als König Artus. Regie: Alfred von Berger.
Die Kritiken der Schaubühne zu Lanvâl fielen zum größten Teil negativ aus; der meistgenannte Kritikpunkt war die unnatürliche und erzwungene Sprache.
Alfred Polgar schrieb über die Inszenierung (ebenfalls in Die Schaubühne) folgendes:
„Von der Sprache des ‚Lanvâl’ wäre viel Rühmliches und viel Zweifelndes zu sagen. Sie ist kunstvoll; von einer virtuosen Steifheit. Das mit dem Innenreim der Verse gilt nur fürs Auge. Fürs Ohr ist es eine unendliche Folge von kurzgehackten, reimenden Zeilen, die oft, nur um zum Reim zu kommen, zwangvoll gedehnt, verbogen, geringelt und gestückelt sind. […] Man sah einen schönen, nebelreichen, zwischen Klippen hingezwängten Märchensee, später das obligate Alpenglühen, und hörte die Drossel schmettern, als ihr Stichwort fiel. Ansonst trug die Inszenierung die üblichen Zeichen einer phantasielosen, bunten Nüchternheit. An der Grenze des Opernhaften stand das Meiste. Bühnenbilder in süßestem Modellierbogenstil; Waffenszenen, die bewegt waren wie das Kornfeld im Winde, bald alle nach rechts oder alle nach links oder alle in steifer Ruhe; beim Turnier standen sieben bis neun Damen auf hohem Balkon und winkten tatmäßig und grenzenlos wurschtig mit ihren sieben bis neun Taschentüchern, während König Artus hinter ihrem Rücken mit sich selbst Cercle hielt. Als die Ritter unmittelbar nach dem Zweikampf – dessen mörderische und blutige Schrecklichkeit homerisch grell beschrieben wird – in den Thronsaal traten, sahen sie absolut funkelnagelneu aus. Süßlich war alles und lauwarm. Neben der Dichtung. Ohne Poesie, ohne Größe, ohne Wucht. Oeldruck-Genre.“

## Deutung
Interessant an diesem Drama ist, dass sich Mythos und Realität gegenüberstehen. Die Artuswelt wird jedoch realistisch dargestellt, während die Sage von den Schwanenkinder auf der mythischen Ebene bleibt und vom Artushof, der im Drama die allgemeine Öffentlichkeit verkörpert, angezweifelt wird.
Eklatant wird das Aufeinandertreffen von Mythos und Realität, als Lanvâl Finngulas Hemd stiehlt und sie damit zwingt, real zu werden. In dieser Szene befinden sich Lanvâl und Finngula auf einer Zwischenebene, da beide aus zwei verschiedenen Welten kommen und doch aufeinander treffen. Obwohl Lanvâl die Mythe kennt, lernt er nicht aus ihnen, sondern läuft auf die determinierte Tragödie zu.
Finngulas Tod wird in der letzten Szene mit dem Schwertkampf für die Bühne konkretisiert. Eigentlich hat Lanvâl Finngula bereits verbal ermordet, als er ihren semi-realen Status negiert und sie für ein Traumbild hält.
Für die Rolle des Lanvâls kommt kein großes Mitgefühl auf, weil er im ersten Akt zuerst durch Agravain negativ fremdcharakterisiert wird und so eine Distanz zwischen der Figur und dem Rezipienten entsteht. Trotz des logisch-aufgeklärten Denkens, das Lanvâl an den Tag legt, führt vor allem das Gewinnen des Turniers wieder auf das determinierte Schicksal zurück und löst ein Unverständnis seitens des Rezipienten/Zuschauers aus: Der allgemeinen Logik nach hätte Lanval verlieren und somit den Verrat Finngulas verhindern können. Grund für sein Verhalten ist der, Zeitgenossen Stuckens eventuelle nicht einsichtige, Ehrbegriff des Mittelalters.
Der zeitgenössische Einfluss ist in diesem Stück nicht zu verkennen; Lanvâl verkörpert das Stereotyp des Nervösen, welcher aufgrund seiner übersteuerten Weltwahrnehmung eine kränkliche Erscheinung hat, die aber als attraktiv empfunden wird.
Finngula stellt durch ihr Äußeres das Stereotyp der Femme fragile dar, jedoch entspricht ihr Verhalten der Femme fatale, zum Beispiel durch das Bestimmen der Regeln der Mahrtenehe und durch ihre eigene Selbstbeschreibung als La Dame sans merci (Stucken 1911).
Lanvâls Rede, in der er Finngula als Traum darstellt, weist Parallelen zu der damals sehr aufsehenerregenden Traumdeutung Freuds auf.
Wenn man schließlich die Figurenkonstellation beachtet, ist bei Linors, Agravain und Lanvâl eine Dreieckskonstruktion ähnlich wie bei Hamlet zu erkennen: die Figuren der Liebenden (Hamlet und Ophelia), des älteren, den Liebhaber hassenden Bruders (Laertes).